# Pedra filosofal

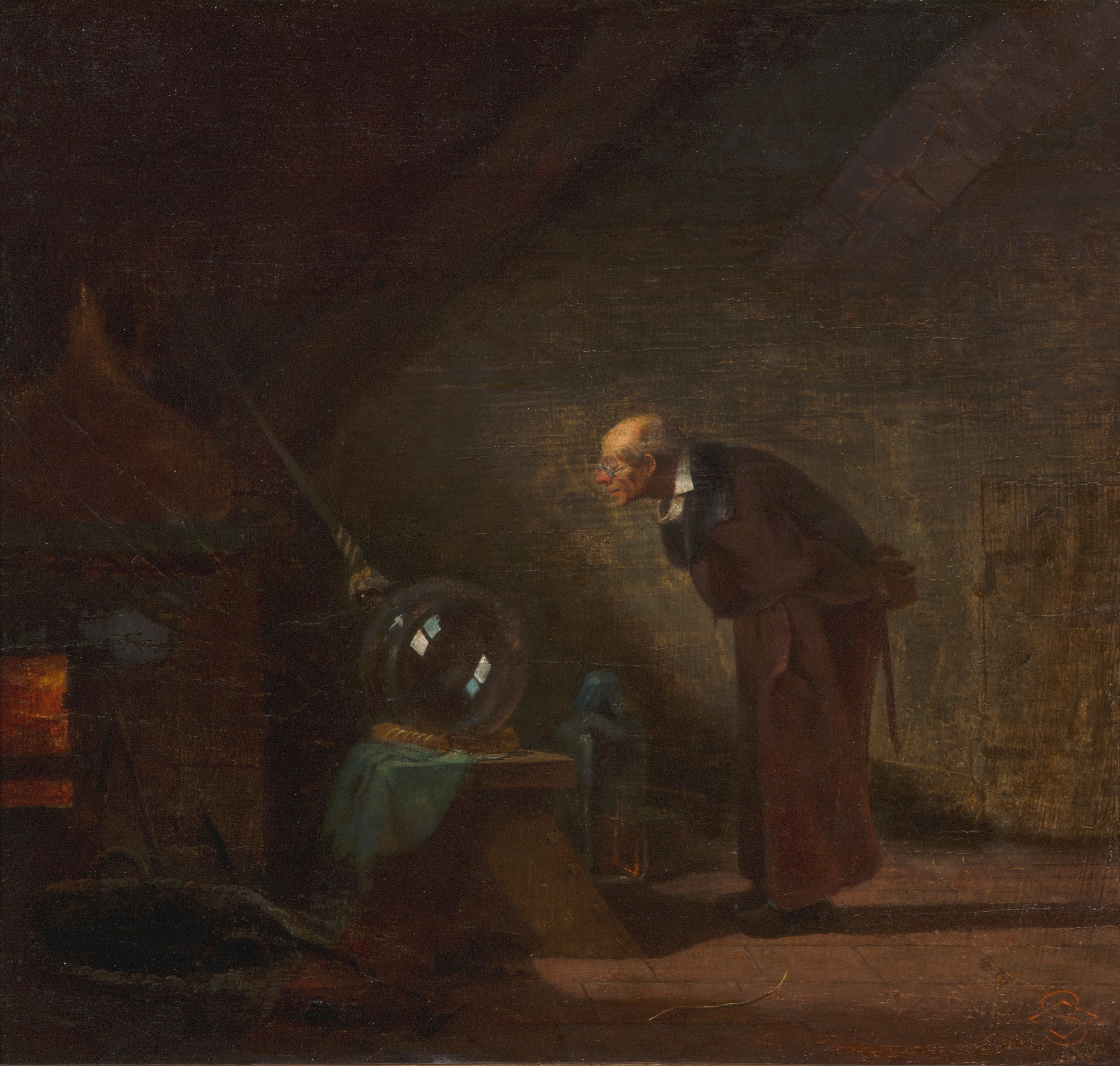
L'alquimista

La pedra filosofal, era una substància ansiosament cercada pels alquimistes i cobejada perquè se li suposaven virtuts meravelloses, no només la d'aconseguir l'or sinó la de guarir algunes malalties i atorgar la immortalitat. Per a la fabricació d'or se cercava un material que facilités la barreja de mercuri i sofre perquè se suposava que aquest era el camí encertat. A partir d'aquesta barreja trobarien el noble metall.
Els àrabs van anomenar aquesta substància imaginària al-iksir, el que es coneix avui com a elixir. Ho imaginaven com si fos una pols seca, procedent d'alguna pedra especial i per aquest motiu ho anomenaven també pedra filosofal. («Filosofal» perquè fins al segle xviii, els científics es deien «filòsofs», per la qual cosa es podria haver dit «pedra científica»).
Els alquimistes, a més de cercar amb desig l'elixir de la vida, cercaven també un remei que es pogués preparar en el laboratori, capaç de guarir totes les malalties. A aquesta substància imaginària l'anomenaven panacea universal 
Al segle xvi, Teophrastus Bombastus von Hohenheim conegut com a Paracels va buscar i va estudiar la manera d'elaborar l'elixir de la vida.
L'alquímia no era equivalent a la ciència química, però va posar les bases de la ciència actual. Se sol dir que Lavoisier al segle xviii posà les bases definitives de la química com a ciència moderna experimental i quantitativa.

## En les arts
La pedra surt citada al títol del primer llibre de la saga Harry Potter, Harry Potter i la pedra filosofal, de J. K. Rowling.